# Albert Rovers
Albert Rovers war ein irischer Fußballverein aus Cork.

## Geschichte
Der Verein wurde im Jahre 1946 gegründet und benannte sich nach der Albert Road im Stadtteil Ballintemple. Wenig später schloss sich der Verein der Munster Senior League an und wurde dort 1954, 1955 und 1959 jeweils Meister sowie 1956 Vizemeister. Im September 1976 wurden die Albert Rovers in die erstklassige League of Ireland aufgenommen, wo sie die insolventen Cork Hibernians ersetzten. In der League of Ireland kam der Verein nicht über Platzierungen in der unteren Tabellenhälfte hinaus. Größte Erfolge waren neunte Plätze in den Spielzeiten 1977/78 und 1980/81. Während ihrer Zeit in der höchsten irischen Liga trat der Verein unter verschiedenen Namen an. So nannte sich der Club zwischen 1977 und 1979 Cork Alberts und ab 1979 Cork United.
Größter sportlicher Erfolg des Clubs war der Einzug ins Finale des League of Ireland Cups 1978, welches die Mannschaft nach Elfmeterschießen gegen den Dundalk FC verlor. Wie viele andere Vereine aus Cork litten auch die Albert Rovers unter großen finanziellen Problemen. Im Dezember 1981 versuchte der Verein, den englischen Proficlub Manchester United für ein Freundschaftsspiel zu gewinnen. Das Spiel musste immer wieder verschoben werden und der Club war nicht in der Lage, die vereinbarte Gage in Höhe von 8000 Pfund zu bezahlen. Am Ende der Saison 1981/82 wurde der Club schließlich aus der League of Ireland ausgeschlossen. Der Verein spielte in der Munster Senior League weiter, wo er noch bis Anfang der 2000er Jahre aktiv war.

## Erfolge
- Irischer Ligapokal: Finalist 1978

## Stadion
Der Verein spielte zunächst bis 1980 im Stadion Flower Lodge (Irisch: Páirc Uí Rinn) und dann bis 1982 im Stadion Turners Cross (Crois an Tornóra).